# Куцорра, Эрнст
Эрнст Куцо́рра (нем. Ernst Kuzorra; 16 октября 1905, Гельзенкирхен — 1 января 1990, Гельзенкирхен) — немецкий футболист, выступавший на позиции нападающего, и тренер. Всю игровую карьеру провёл в «Шальке 04», с которым 6 раз становился чемпионом страны и 1 раз брал национальный кубок. Один из величайших игроков в истории «Шальке».

## Карьера

### Клубная
Куцорра родился в семье шахтёра Карла Куцорры и его жены Берты в Гельзенкирхене. После окончания школы он работал на каменноугольной шахте. В начале 1920-х Куцорра вступил в клуб и через некоторое время поднялся в первую команду, где быстро стал игроком стартового состава. В 1934 году Куцорра забил победный гол в финале чемпионата Германии в ворота «Нюрнберга», несмотря на паховую грыжу. Всего же в период с 1934 по 1942 год гельзенкирхенский клуб с лидерами Куцоррой и его шурином Фрицем Шепаном 6 раз становился чемпионом страны, а в 1937 году выиграл национальный кубок. В 1950 году он завершил карьеру, за которую он сыграл более чем в 350 официальных матчах, забив в них 265 голов.

### В сборной
Куцорра дебютировал за сборную Германии в 1927 году в матче против сборной Нидерландов (2:2). В 1928 году он попал в состав сборной на Олимпийские игры, где не сыграл ни в одной встрече. В 1930 году Куцорра забил три гола в ворота сборной Швейцарии (5:0) и принял участие в матче против сборной Англии (3:3). В 1938 году Куцорра провёл двенадцатый и последний матч за сборную. Дальнейшая его судьба в национальной команде не сложилась из-за конфликта с главным тренером Отто Нерцом.

### Тренерская
В сезоне 1935/36 Куцорра тренировал главных врагов «Шальке» — дортмундскую «Боруссию». Однако в то время противостояние клубов не было столь значительным, а сам Эрнст имел много семейных и дружественных связей в Дортмунде.
С 1942 года по 1946 год Куцорра тренировал «Эркеншвик». Он вывел клуб в Гаулигу — на тот момент высший немецкий дивизион. В сезоне 1970/71 Куцорра формально числился главным тренером «Шальке», однако на самом деле наставником команды был Слободан Чендич, не имевший тогда необходимой тренерской лицензии.

## Личная жизнь
После окончания карьеры Куцорра зарабатывал средства для жизни в качестве владельца лотерейного магазина и табачного завода. В 1980 году ему вручили орден «За заслуги перед ФРГ», а в 1985 году он получил звание почётного жителя Гельзенкирхена. Эрнст Куцорра умер 1 января 1990 года в возрасте 84 лет.